# Vårbynätverket
Vårbynätverket är ett kriminellt nätverk som var aktivt under 2010-talet och 2020-talets början i Stockholms organiserade brottslighet.
Under år 2020 inledde polisen en insats mot nätverket och den 32-årige förmodade ledaren greps i Spanien, misstänkt för mordförberedelse, människorov, rån, grov allmänfarlig ödeläggelse, utpressning och grovt vapenbrott. Gripandet kunde ske tack vare material från EncroChat som knäckts av polisen i Frankrike och svensk polis fått tillgång till via Europol.
Insatsen mot gänget ledde enligt Huddingepolisen till att en ny generation började fylla tomrummet i droghandeln som nätverket lämnat efter sig då dess ledarskikt frihetsberövats.

## Rättegångar

### Encrochat-rättegången
Polisen hade under sitt spaningsarbete hjälp av att polisen i Frankrike knäckt det krypterade chattnätverket EncroChat, där nätverkets förmodade ledare gick under aliaset Mujaheed (muslimsk krigare för sin tro). Försvarsadvokaterna försökte ogiltigförklara bevismaterial från Encrochat genom att hävda att det samlats in i strid med internationella överenskommelser, men domare beslöt att åklagare kunde använda det i rättegången.
I april 2021 inleddes rättegången mot omkring 30 av nätverkets medlemmar i Stockholms tingsrätt.
Åtalspunkterna gällde grova brott som planerade mord, sprängdåd, kidnappningar samt narkotika och vapenbrott. Åtalspunkterna 1-5 gällde en konflikt mellan ledaren för Vårbynätverket  och en rival och omfattade bland annat mordförsök, synnerligen grovt vapenbrott och stämpling till mord. Åtalspunkterna 9-10 gällde människorov, rån, grovt vapenbrott, förberedelse till allmänfarlig ödeläggelse, och omfattade kidnappningen av en numera mördad känd svensk artist (Einár) i april 2020.
Förhandlingarna i Södertörns tingsrätt avslutades 16 juni 2021. I juli 2021 dömdes 27 personer med kopplingar till nätverket till sammanlagt 147 års fängelse. Nätverkets ledare Chihab Lamouri dömdes till 17 år och 10 månaders fängelse för mordförsök, synnerligen grovt vapenbrott och allmänfarlig ödeläggelse. Chihabs bror Chouaib Lamouri som agerat som "platschef" efter att Chiab flyttat till Spanien, dömdes till 12 års fängelse för bland annat medhjälp till mordförsök, människorov, grovt narkotikabrott och synnerligen grovt narkotikabrott. "Kaptenen" och före detta fotbollsspelaren Ilja Jurkovic dömdes till 11 års fängelse för bland annat medhjälp till mordförsök, stämpling till mord och människorov.

### Vapenbrott-rättegången i Södertörns tingsrätt
I juli 2020 hittade polisen en k-pist med ljuddämpare och ammunition samt två pistoler under en husrannsakan i Alby som föranletts av att polisen hittat kokain som misstänktes tillhöra en 18-årig man som var folkbokförd på adressen. Under husrannsakan försökte farmodern i 18-åringens familj gå på toaletten varpå polisen först visiterade henne och hittade flera hekto sprängmedel i hennes bh och i en ficka. Totalt hittades nästan ett kilo sprängmedel och tre hekto cannabis och 18-åringen, modern, farmodern samt fastern greps.
Fem personer åtalades i Södertörns tingsrätt för grovt vapenbrott och sprängämneslagen efter en husrannsakan. Modern dömdes till fängelse i ett år och fyra månader för skyddande av brottsling och medhjälp till grovt vapenbrott. Farmodern dömdes för medhjälp till brott mot sprängämneslagar och ringa narkotikabrott och fastern friades.
18-åringen jämte en annan man är även misstänkta i Encrochat-rättegången och domen mot dem avvaktas i väntan att den avslutas.

### Kungens kurva-rättegången
Tre individer åtaldes för gängskjutning som ägde rum vid en bensinmack i Kungens kurva i januari 2020. Personer i en bil öppnade eld mot en annan bil där en ledare för ett kriminellt nätverk i Vårby gård, en vän till den och vännens flickvän satt. Vännen i bilen dog av sina skador och en kvinna som färdades i samma bil sårades svårt i huvudet, men ledaren klarade sig oskadd. Kort därefter greps en 24-årig individ som tillhör Vårbynätverket.
Chauffören Jonas El Gourari dömdes av tingsrätten till 17 år och 10 månaders fängelse, vilket överklagades av både åklagare och den åtalade då den förra yrkade på livstidsstraff och den senare ville bli frikänd. I hovrätten gick rätten på åklagarens linje och bestämde straffet till livstids fängelse för El Gourari.
Under förhandlingarna avskedades advokat Amir Amdouni från sitt uppdrag som offentlig försvararare för en av de mordmisstänkta efter att ha röjt uppgifter som omfattades av förundersökningssekretess. I slutet av juni uteslöts Amdouni och försvarsadvokaten Ekrem Göngör ur Advokatsamfundet för att ha försett kriminella med sekretessbelagd information samt för att de hade försvårat brottsutredningar. Båda arbetade på advokatfirman Devlet som hanterat flera rättegångar med gängkriminella och kommunicerade med gängkriminella under pseudonymerna "Kungen" och "Prinsen" på EncroChat.
Skjutningen var den del av ett tiotal skjutningar under samma tid i Stockholm.